# Zoltán Böszörményi
Zoltán Böszörményi (n. 18 decembrie 1951, Arad) este un poet, romancier, publicist, redactor șef și director de ziar și editură.

## Biografie
Și-a început și terminat studiile preuniversitare la Arad, la școala primară și Liceul nr. 3 (fost Colegiu Catolic, azi Colegiul „Csiki Gergely”). Câțiva ani a frecventat Liceul de Coregrafie din Cluj.
A lucrat în construcții, pe șantier și, pentru scurt timp, a fost și pedagog la Cluj. Între 1975-1983 a fost corector la ziarul Drapelul Roșu (Vörös Lobogó) din Arad.
După apariția primelor două volume de versuri ale sale a intrat în vizorul Securității. Ca să scape de amenințări și persecuții a fugit prin Iugoslavia în Austria, de unde a emigrat în Canada.
A urmat cursurile superioare de filosofie la Universitatea York din Toronto, obținând licența în filosofie, după care ani de zile a umblat prin lume ca om de afaceri. În luna iulie 1993 la București a fondat firma Luxten Lighting, la care a renunțat în decembrie 2003 

## Cariera
Primele scrieri le publică încă de pe băncile școlii elementare, în revista pentru copii Napsugár (Rază de soare).
În timpul anilor de școală de la Cluj și la începuturile carierei sale poetice i-a avut drept mentori pe Lászlóffy Aladár, Kányádi Sándor, Bálint Tibor și Fodor Sándor.
Poeziile, reportajele și articolele sale au apărut în presa de limba maghiară din România, în ziarele Ifjúmunkás, Előre, Korunk, Utunk, Művelődés. 
Primul său volum de versuri, Örvényszárnyon (Pe aripile vârtejului) a apărut în 1979, iar cel de-al doilea, Címjavaslatok (Propuneri de titlu) în 1981, ambele la București.
La Toronto a fost redactorul emisiunii săptămânale – cu durata de o oră – în limba maghiară. Timp de doi ani a fost corespondentul de la Toronto al CBC (Canadian Broadcasting Corporation).
Se întoarce la Arad în 1991, unde cumpără ziarul local, și devine fondatorul primului cotidian regional pentru zona de Vest a țării, ziarul Nyugati Jelen. În anul 2001 începe editarea revistei literare lunare Irodalmi Jelen, iar în 2003 înființează prima editură de limbă maghiară de după 1989, din Vestul țării, denumită Irodalmi Jelen Könyvek.
După trecerea în noul mileniu, publică o serie de volume de versuri, impunându-se în literatură și ca un prozator de prestigiu.
Scrierile sale au fost traduse în numeroase limbi (printre altele în engleză, franceză, germană, română, rusă și poloneză).
Este membru al Uniunii Scriitorilor din România,  din anul 1983, al Ligii Scriitorilor Maghiari din Ardeal (E-MIL), al Uniunii Scriitorilor din Ungaria.
Drept recunoaștere a meritelor sale literare, în 2012 obține din partea statului maghiar premiul József Attila.